# Шоси (Долина Оазе)
Шоси (фр. Chaussy) је насељено место у Француској у региону Париски регион, у департману Долина Оазе.
По подацима из 2011. године у општини је живело 627 становника, а густина насељености је износила 43,06 становника/km².

## Демографија
| 1962. | 1968. | 1975. | 1982. | 1990. | 2011. |
| ----- | ----- | ----- | ----- | ----- | ----- |
| 617   | 534   | 456   | 460   | 462   | 627   |